# Carlos Pedraza Olguín
Carlos Pedraza Olguín (Taltal, 31 de diciembre de 1913-Santiago, 20 de noviembre de 2000) fue un pintor chileno, perteneciente a la llamada Generación del 40, galardonado con el Premio Nacional de Arte de 1979.

## Biografía

### Infancia y estudios
Hijo de Rafael Pedraza y Celinda Olguín.[cita requerida] Estudió en el Internado Nacional Barros Arana, en Santiago, donde fue compañero de Jorge Millas, Luis Oyarzún, y desde 1932 de Nicanor Parra. Con todos ellos Pedraza tendría una gran afinidad artística.
Posteriormente ingresó a la Escuela de Bellas Artes de la Universidad de Chile. Hacia 1935 continuó vinculado a su antiguo internado, trabajando junto a Parra y Millas como inspector. Ese año los tres amigos fundaron la Revista Nueva, distribuida entre los inspectores, profesores y alumnos del Internado. La revista solo contaría de dos números, hasta el año siguiente, pero resultaría significativa por sus publicaciones incluidas en ella.

### Carrera profesional
Entre 1955 y 1958 asumió la Secretaría de la Facultad de la Escuela de Bellas Artes de su alma mater. En 1957 ejerció además la cátedra de Pintura de dicha Escuela.
Entre los años 1960 y 1963 fungió como Director y posteriormente como Decano de la Facultad de Bellas Artes de 1963 a 1966.
Sus temas son los paisajes y el bodegón. Es considerado Fauvismo-expresionista, manifestando el vigor en las pinceladas dando toques más dramáticos. La pasta pródiga, el volumen firme y el color ardiente, libre y vital, son algunas de las características que han definido la obra de Pedraza.

## Premios
Recibió importantes premios y distinciones entre los que destacan:
- Premio Nacional de Arte (1979).
- Premio de honor, Salón Oficial, Museo de Arte Contemporáneo, Santiago (1949).
- Primer premio, XVI Salón de Verano de Viña del Mar (1949);
- Premio primera categoría, Salón Oficial, Santiago (1941);
- Premio tercera categoría, Salón Oficial, Santiago (1937);
- Premio Sociedad Amigos del Arte, Santiago (1936), entre otros premios y distinciones.